# Comuna Vîhoda, Borșciv
Vîhoda (în ucraineană Вигода) este o comună în raionul Borșciv, regiunea Ternopil, Ucraina, formată din satele Bilivți, Borîșkivți, Okopî, Trubciîn și Vîhoda (reședința).

## Demografie
Componența lingvistică a comunei Vîhoda
     Ucraineană (99,64%)
     Alte limbi (0,36%)
Conform recensământului din 2001, majoritatea populației comunei Vîhoda era vorbitoare de ucraineană (99,64%), existând în minoritate și vorbitori de alte limbi.